# Armée expéditionnaire japonaise de Shanghai
L'armée expéditionnaire japonaise de Shanghai (上海派遣軍, Shanhai-haken-gun) est un corps d'armée de l'armée impériale japonaise durant la seconde guerre sino-japonaise.

## Histoire
L'armée expéditionnaire japonaise de Shanghai est initialement formée le 25 février 1932 en tant que force de renfort au moment de la guerre de Shanghai. Elle est dissoute en juin 1932 après l'incident. Elle est reformée le 15 août 1937 à la suite de l'escalade des hostilités entre le Japon et la Chine. Ses forces participent à la seconde bataille de Shanghai puis à la bataille de Nankin. Ses troupes sont aussi impliquées dans le massacre de Nankin. L'armée est dissoute le 1er février 1938 et ses unités sont incorporées dans l'armée régionale japonaise de Chine centrale.

## Commandants

### Officiers
|   | Nom                               | De              | À               |
| - | --------------------------------- | --------------- | --------------- |
| 1 | Général Yoshinori Shirakawa       | 25 février 1932 | 29 avril 1932   |
| X | Dissoute                          |                 |                 |
| 2 | Général Iwane Matsui              | 15 août 1937    | 2 décembre 1937 |
| 3 | Lieutenant-général Yasuhiko Asaka | 2 décembre 1937 | 14 février 1938 |

### Chef d'état-major
|   | Nom                                  | De              | À               |
| - | ------------------------------------ | --------------- | --------------- |
| 1 | Lieutenant-général Kanichirō Tashiro | 25 février 1932 | 29 avril 1932   |
| X | Dissoute                             |                 |                 |
| 2 | Lieutenant-général Mamoru Iinuma     | 15 août 1937    | 14 février 1938 |